# Gloria Victis Memorial
El Gloria Victis Memorial és un monument construït en honor de les víctimes del comunisme universal que està situat al costat del cementiri de la ciutat de Csömör, a prop de la frontera nord-oest de Budapest.
El monument, que va ser el primer d'aquest tipus al món, va ser consagrat i beneït el 21 d'octubre de 2006, en ocasió del cinquantè aniversari de la Revolució hongaresa de 1956. Aquest mateix dia László Tőkés, Rainer Eppelmann i altres van expressar el seu missatge. Viktor Orbán va dirigir la celebració.